# Mario Moya Palencia
Mario Moya Palencia (Ciudad de México, 14 de junio de 1933-Ciudad de México, 9 de octubre de 2006) fue un político y diplomático mexicano perteneciente al Partido Revolucionario Institucional. Secretario de Gobernación durante el gobierno de Luis Echeverría Álvarez. Pretendía la candidatura presidencial del PRI en 1976, que le fue otorgada a José López Portillo.

## Biografía
Egresó como abogado por la Universidad Nacional Autónoma de México, donde fue compañero de Miguel Alemán Velasco e inició en la Secretaría de Gobernación como director de Cinematografía y luego como subsecretario. Al ser postulado Luis Echeverría como candidato a la presidencia, Mario Moya quedó como titular de la Secretaría, cargo en el que fue confirmado por el mismo Echeverría al tomar posesión de la presidencia. Durante todo el sexenio Mario Moya fue visto como el candidato natural para suceder a Echeverría, además de tomar en cuenta que los dos últimos presidentes y otros dos anteriormente habían sido los Secretarios de Gobernación del sexenio inmediato anterior, sin embargo y a pesar de todos los apoyos que tenía, Luis Echeverría resolvió la postulación de José López Portillo.
En los años posteriores fue director general de la Organización Editorial Mexicana, director general del Fondo Nacional de Fomento al Turismo (Fonatur), embajador de México en la Organización de las Naciones Unidas, en Japón, en Cuba y en Italia.
Ha sido investigado judicialmente por su participación en la represión contra los opositores políticos durante su periodo como Secretario de Gobernación, particularmente en la represión conocida como el Jueves de Corpus, el 10 de junio de 1971, por el que fue acusado de genocidio, sin embargo, se estimó que dicho delito ya había prescrito y por lo tanto no se giró orden de aprehensión en su contra.
Fue condecorado con la Legión de Honor de Francia.

## Publicaciones
- El México de Egerton (1831-1842)
- El Zorro Enjaulado
- ¡Mexicanos al grito de guerra!
- Madre África: Presencia del África Negra en el México y Veracruz Antiguos
- El Penacho de Moctezuma